# Parkia versteeghii
Parkia versteeghii är en ärtväxtart som beskrevs av Elmer Drew Merrill och Lily May Perry. Parkia versteeghii ingår i släktet Parkia och familjen ärtväxter. Inga underarter finns listade i Catalogue of Life.